# 小行星1536
小行星1536（1536 Pielinen）是一颗围绕太阳公转的小行星。1939年9月18日，爾約·維薩拉在图尔库发现了此天体。
該小行星以芬蘭的皮耶利寧湖命名。
这颗小行星的绝对星等为170.355129481052等。